# Hirtella zanzibarica
Hirtella zanzibarica är en tvåhjärtbladig växtart som beskrevs av Daniel Oliver. Hirtella zanzibarica ingår i släktet Hirtella och familjen Chrysobalanaceae. Inga underarter finns listade i Catalogue of Life.